# Nature Valley International 2018
Die Nature Valley International 2018 waren ein WTA-Tennisturnier der WTA Tour 2018 für Damen und ein ATP-Tennisturnier der ATP World Tour 2018 für Herren in Eastbourne und fanden zeitgleich vom 24. bis 30. Juni 2018 statt.

## Herrenturnier
→ Qualifikation: Nature Valley International 2018/Herren/Qualifikation

## Damenturnier
→ Qualifikation: Nature Valley International 2018/Damen/Qualifikation